# Mãe Neinha de Nanã
Mãe Neinha de Nanã é uma ialorixá do Candomblé da Bahia. Nascida no Recôncavo baiano, foi iniciada ainda criança no candomblé por Pai Nézinho de Muritiba. Nasceu e cresceu no candomblé sendo filha carnal de Mãe Baratinha de Oxum, que seguia rigorosamente as águas da nação Ketu.
Mãe Neinha mudou-se da Bahia para São Paulo e lutou muito para se estabelecer e manter sua família. O destino de ser sacerdotisa era certo, então começou a iniciar seus primeiros filhos, logo sua prole cresceu e constitui uma família de axé. Foi então que Nanã eternizou seu nome concedendo um ilê orixá para Mãe Neinha, em uma ampla propriedade com um lago em seu interior foi levantado o templo da orixá recebendo o nome de Ilê Irauô Axé Nambucu.
Mãe Neinha possui filhos por todo o Brasil, e tem netos, bisnetos, e tataranetos de santo. A festa da patrona do Ilê Irauô Axé Nambucu é muito conhecida e tornou-se tradicional no estado de São Paulo. Em um pais onde as grandes ialorixás do Candomblé são em maioria filhas de Oxum, Mãe Neinha desponta como a mais conhecida e eminente filha de Nanã, sendo uma lenda viva do Candomblé, escrevendo história e ensinando aos mais novos com amor e humildade.